# Marmo di Chiampo
Il marmo di Chiampo è un tipo di calcare usato in edilizia, utilizzato per ogni tipo di rivestimento, sia interno che esterno, di scale e colonne. Il nome gli deriva dal torrente Chiampo e dall'omonima valle in provincia di Vicenza. L'estrazione del marmo di Chiampo risale al primo Medioevo ma, a partire dal XX secolo, esauritesi le materie prime, l’attività produttiva principale della valle è passata dall'estrazione al commercio e alla lavorazione del marmo.

## Vantaggi
Molto versatile e malleabile, elegante e luminoso, il marmo di Chiampo, essendo composto di grana minuta e compatta, può essere tagliato con facilità e senza errori; la pioggia inoltre non gli provoca danni.

## Tipologie
Fra i vari tipi si ricorda il chiampo perla di colore crema tendente al giallo, il chiampo mandorlato, il chiampo paglierino, il chiampo rosa e il tavernelle bianco perlato, diffuso nella zona di Cornedo Vicentino presso Valdagno.